# ريتشارد تايلر (مصمم أزياء)
ريتشارد تايلر (بالإنجليزية: Richard Tyler)‏ هو مصمم أزياء أسترالي، ولد في 1947.